# Stolta stad

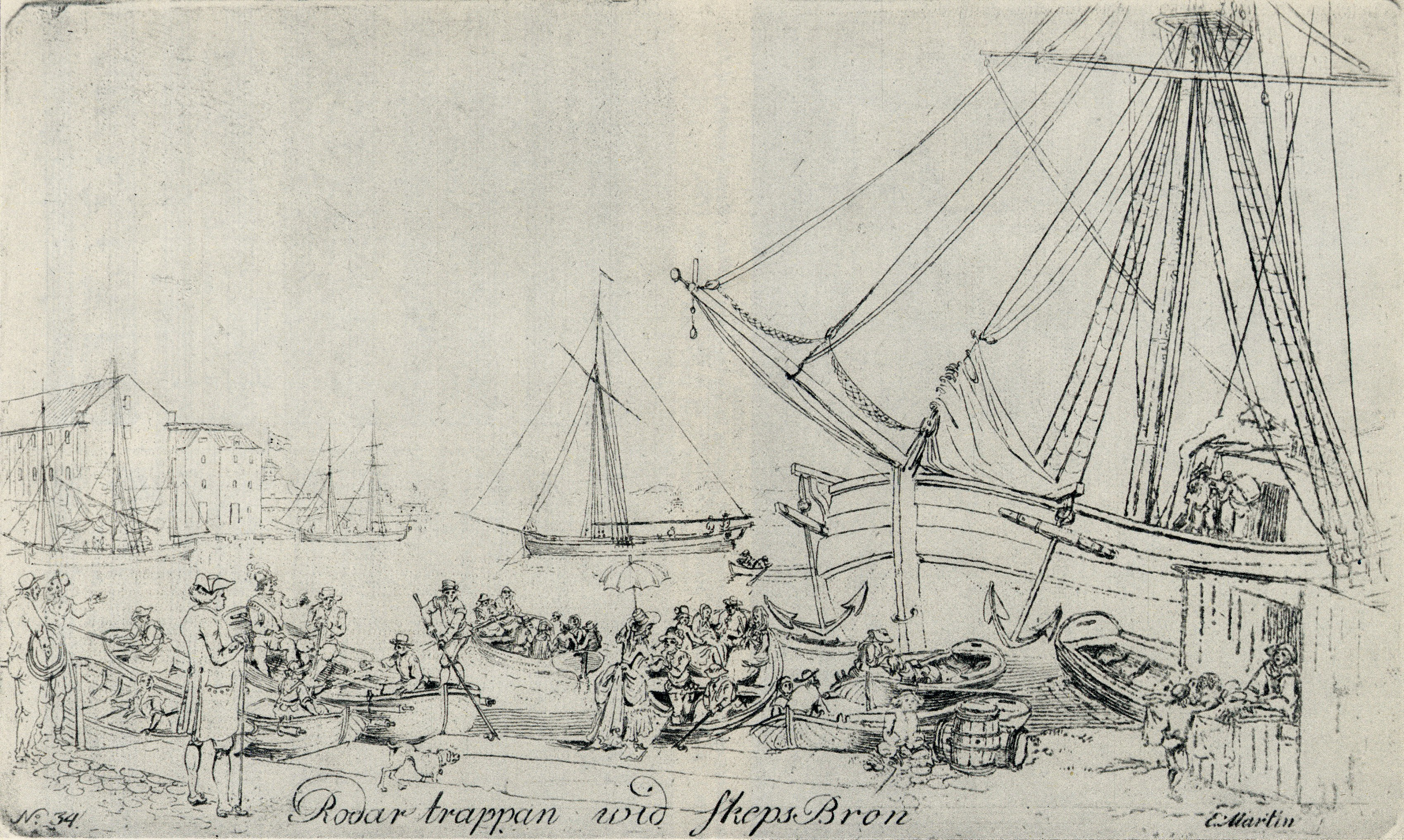
Roddartrappan vid Skeppsbron, skildrad i epistel 33. Figuren med paraplyet har i en trolig efterhandskonstruktion tolkats som Ulla Winblad.

Stolta stad, 1:o om Fader Movitz's öfverfart till Djurgården, och 2:do om den dygdiga Susanna eller Fredmans epistel n:o 33 är en av Carl Michael Bellmans Fredmans epistlar. Episteln består förutom av sången av en lång prosainledning som skildrar myllret på Skeppsbron, en plats som Bellman kände väl då den låg precis utanför hans kontor på generaltulldirektionen.
I trängseln förekom mjölkförsäljare, sjömän, kringelförsäljare, prostituerade, en akrobat klädd som harlekin, en tysk med dansande björn och markatta samt en tulltjänsteman, som med självironi kallas tullsnok. Det talas svenska, tyska, franska och danska. En soldat sitter och skiter, det spelas kort och musik.